# Man on High Heels
Man on High Heels  (en hangul, 하이힐; romanización revisada, Hai hil; lit. "High Heel") es una película noir surcoreana, escrita y dirigida por Jang Jin y protagonizada por Cha Seung-won como un detective de homicidios transgénero.

## Sinopsis
Yoon Ji-wook es un duro detective de homicidios, conocido por su capacidad de capturar delincuentes violentos. Es reverenciado como una leyenda en la fuerza policial y al mismo tiempo temido entre la mafia por la brutalidad con que enfrenta a los delincuentes. Sin embargo tiene un secreto que esconder del mundo en el cual vive. Ji-wook fue asignado como varón al nacer, pero ha querido vivir su vida como mujer desde sus años de adolescencia. Intentó suprimir este deseo interior, pero fue en vano. Finalmente ha llegado al punto donde ya no puede esconder quién es, por lo cual decide seguir un tratamiento para, posteriormente, someterse a una operación de reasignación de género. Aun así, antes de poder terminar el tratamiento hormonal, una crisis inesperada surge e interfiere con sus planes. Un pandillero que fue apresado por él busca venganza. Ji-wook renuncia e intenta cumplir sueño, pero la venganza del pandillero se lo impide. Cuando algunos de sus seres queridos son asesinados, y una chica llamada Jang-mi se encuentra en peligro, se da cuenta de que no podrá permanecer indiferente durante mucho tiempo más.

## Reparto
- Cha Seung-won como Yoon Ji-wook.
- Oh Jung-se como Heo Gon.
- Esom como Jang-mi.
- Song Young-chang como Heo Bul.
- Kim Eung-soo como líder de equipo Park.
- Ahn Kil-kang como Maestro Park.
- Go Kyung Pyo como Kim Jin-woo.
- Lee Yong-nyeo como Bada.
- Lee El como Do Do.
- Kim Min-kyo como hombre 1.
- Kim Ye-won como Jung Yoo-ri.
- Lee Eon-jeong como Joo-yeon.
- Oh Ji-ho como Lee Seok.
- Park Sung-woong como fiscalr Hong.
- Yoon Son-ha como Jung Yoo-jung.
- Lee Moon-soo como taxista.
- Kim Byeong-ok como Dr. Jin.
- Lee Hae-young como parte del equipo de inmigración.
- Kim Won-hae como persona en el ascensor.
- Lee Dong-gil como Ji-wook de joven.

## Taquilla
Man on High Heels se estrenó en Corea del Sur el 4 de junio de 2014. A pesar de su director y su protagonista, perdió ante las cintas de Hollywood X-Men: días del futuro pasado y Al filo del mañana, ubicándose en sexto lugar de la taquilla, con 338,663 entradas vendidas.

## Premios
Ganó el "Le Grand Prix" 2016 del festival internacional de película policial de Beaune (Francia).